# Partido Comunista Peruano
El Partido Comunista Peruano (PCP) es un partido político peruano fundado el 7 de octubre de 1928 por José Carlos Mariátegui como sucesor del controversial Partido Socialista Peruano, siendo el PCP integrado a la Internacional Comunista. Su evolución en general va desde un mariateguismo inicial, pasando por el comunismo soviético hasta la nueva izquierda progresista prooccidental en la actualidad.
En 1930, siendo Eudocio Ravines el Secretario General, cambia de nombre por "Partido Comunista Peruano". En 1964, en el fragor de la Ruptura Sino-Soviética, se produce una escisión en el seno del PCP, ocasionando que este quede en manos de la facción prosoviética, que recibió el nombre de su semanario: "Unidad". Mientras, el grupo pro-chino que se separó tomó el nombre de "Bandera Roja" por el periódico de esa facción.
Al partido también se le denomina PCP - Unidad (PCP-U) para diferenciarlo de los partidos del mismo nombre que surgieron por escisión, como el PCP - Bandera Roja, PCP - Patria Roja y el PCP - Sendero Luminoso.

## Historia

### Fundación
El 7 de octubre de 1928, un grupo de 9 revolucionarios marxistas conocidos como el "Grupo de Lima", conformado por José Carlos Mariátegui, Ricardo Martínez de la Torre, Bernardo Regman, Avelino Navarro, Manuel Hinojosa, Luciano Castillo, Chávez León, Julio Portocarrero y Fernando Borja fundaron el Partido Socialista Peruano (PSP), partido marxista-leninista, anti feudal y antiimperialista, que tuvo en sus inicios una clara influencia de Mariátegui, quien proponía construir en América Latina un socialismo “sin calco ni copia” que fuera aplicada a la realidad concreta de cada país aunque sin dejar de ser clasista y marxista. En esa reunión se constituyó el comité central integrado por: José Carlos Mariátegui (Secretario General), Ricardo Martínez  de la Torre (secretario de propaganda) y Bernardo Regman (tesorero), Avelino Navarro y Manuel Hinojosa (responsables del movimiento obrero-sindical).  Otra particularidad era que tenía como principales actores no solo al proletariado sino también al campesinado. La segunda reunión la efectuaron en casa de Avelino Navarro, en la población de Barranco. Los acuerdos a que se llegaron, fueron:
1. Dejar constituido el grupo organizador del Partido Socialista del Perú.
2. Se nombró Secretario General a Mariátegui; Secretario Sindical, Portocarrero; Secretario de Propaganda, Martínez de la Torre, Tesorero: Bernardo Regman, Navarro e Hinojosa fueron agregados a la Secretaría Sindical.
3. Se aprobó la siguiente moción de orden del día, redactada por Mariátegui: “Los suscritos declaran constituido, un Comité que se propone trabajar, en las masas obreras y campesinas, conforme a los siguientes conceptos:
  1. La organización de los obreros y campesinos, con carácter netamente clasista, constituye el objeto de nuestro esfuerzo y nuestra propaganda y la base de la lucha contra el imperialismo extranjero y la burguesía nacional.
  2. Para la defensa de los intereses económicos de los trabajadores de la ciudad y el campo, el Comité impulsará activamente la constitución de sindicatos de fábrica, de hacienda, etc., la federación de éstos en sindicatos de industria y su confederación en una central nacional.
  3. La lucha política exige la creación de un partido de clase, en cuya formación y orientación se esforzará tenazmente por hacer prevalecer sus puntos de vista revolucionario clasista. De acuerdo con las condiciones concretas actuales del Perú, el Comité concurrirá a las constituciones de un partido socialista, basado en las masas obreras y campesinas organizadas.
  4. Para precaverse de represiones y persecuciones desmoralizadoras, los sindicatos obreros y campesinos gestionarán su reconocimiento por la Sección de Trabajo. En su estatuto, su declaración de principios se limitará a la afirmación de su carácter clasista y de su deber de contribuir a la fundación y mantenimiento de una confederación general del trabajo.
  5. La organización sindical y el partido socialista, por cuya formación trabajaremos, aceptarán contingentemente una táctica de frente único o alianza con organizaciones o grupos de la pequeña burguesía, siempre que éstos representan efectivamente un movimiento de masas y con objetivos y reivindicaciones concretamente determinados.
  6. El Comité procederá a la organización de comités en toda la república y de células en todos los centros de trabajo, con relaciones estrictamente disciplinadas.

El PSP sentaría las bases para la creación de la Confederación General de Trabajadores del Perú (CGTP) y tendría gran influencia en el movimiento obrero, de la que es heredero hoy el Partido Comunista Peruano.
En 1929 los delegados del PSP, Hugo Pesce y Julio Portocarrero expusieron El Problema de las razas, planteado por Mariátegui, en Buenos Aires y Montevideo durante el congreso de la sección latinoamericana de la III Internacional. En ese congreso, las tesis de Mariátegui sobre "el problema del indio y de la tierra" no alcanzaron consenso por ser un tema controversial en ese momento. Sin embargo, sus otras tesis, "sobre la situación de la clase obrera en el Perú" y "sobre la caracterización de la sociedad peruana" sí fueron aceptadas. Con posterioridad, la Internacional Comunista (IC) aceptó los planteamiento de Mariátegui. "El problema del indio y de la tierra" fue un instrumento valioso que sirvió al Partido Comunista para crecer entre el campesinado y fortalecer su influencia en el sur andino peruano.
Intelectuales como Flores Galindo ha sostenido en su libro la Agonía de Mariátegui: La polémica con el Komitern, que Mariategui tenía dudas sobre su afiliación a la Internacional Comunista y sobre su propia filiación ideológica y política. No obstante, la realidad demuestra que, según Gianandrea Nodari (2018), ya desde 1922 Mariátegui había fundado en Italia la primera Célula Comunista peruana junto con sus entrañables camaradas César Falcón, periodista, amigo entrañable de Mariátegui desde su juventud; Palmiro Machiavello, diplomático, Cónsul en la ciudad de Génova; y Carlos Roe, médico, que en esos años realizaba estudios en Italia, Para Portocarrero (1995), queda claro, por los testimonios recogidos, que sus miembros se comprometieron a la fundación de un partido político adherido a la Komintern. Así, textualmente afirma:

“Este fue el carácter del Comité que organizamos en Génova. Su adhesión inquebrantable a los principios de la Tercera Internacional lo definía perfectamente. No podíamos pensar entonces -ni pienso yo ahora- en un grupito académico. Debimos organizar, no un Comité, sino un partido”

Queda claro entonces que Mariátegui no era un comunista improvisado y que toda su acción posterior guarda relación con ese compromiso con el movimiento comunista internacional asumido en Italia. Mariátegui era un hombre de la internacional y, por lo tanto, no polemizó contra la internacional, sino debatió dentro de la internacional, pues el debate es parte de la dialéctica política que caracteriza a los movimientos Marxista-Leninistas.

### Del Partido Socialista a PCP
Luego de la muerte de Mariátegui en 1930, Eudocio Ravines asume la conducción del PSP y comunica a la Komintern el cambio de nombre a Partido Comunista Peruano (PCP), acordado en la Sesión Plenaria del Comité Central desarrollada el 4 de marzo de 1929, evento presidido por Mariátegui, como consta en las actas del partido publicadas con posterioridad por Ricardo Martínez de la Torre. De esta manera, sólo se oficializó la adhesión del partido a la III Internacional Comunista. Algunos ideólogos socialdemócratas y de extrema izquierda han tratado de presentar a Ravines como fundador del PCP, a pesar de que este llega a la Secretaría General del partido a propuesta de Mariátegui. En esa misma sesión, se acuerda el cambio de nombre y la captación de Jorge del Prado al Comité Central para que se hiciera cargo de la organización de la Juventud Comunista. 
Los dirigentes que no estuvieron de acuerdo con esa decisión, entre los que se encontraban Luciano Castillo y Sánchez Spelucín, se lo hicieron saber a Mariátegui en una carta dirigida al Comité Central del Partido y al cual renunciaron. Posteriormente estos personajes junto Fernando Chávez León y Teodomiro Sánchez Novoa, fundaron en Paita, el 18 de octubre de 1930, el Partido Socialista del Perú, que editó los periódicos El Socialista y Justicia, como voceros de su agrupación. 
Autores como Alberto Flores Galindo sostienen que todas estas decisiones fueron tomadas de manera apresurada por Mariátegui dado su estado de salud. Sin embargo, Mariátegui dejó la Secretaría General del Partido porque se preparaba para internacionalizar la Revista Amauta llevando la redacción a Buenos Aires, a donde se disponía a viajar. Esto le permitiría tener una relación más cercana a la Internacional Comunista en Latinoamérica, ya que los dirigentes más importantes de la sección se encontraban en Buenos Aires. El 20 de mayo de 1930, después de la muerte de Mariátegui se produce una reunión solo para ratificar el acuerdo tomado el 4 de Marzo del cual era perfectamente conciente Mariátegui antes de su muerte.
En la década de 1930 el PCP fue declarado ilegal y perseguido por la oligarquía gobernante, debido a dos procesos insurreccionales que se desarrollan en ese periodo. El primero es el del sargento Huapalla en el cuartel Santa Catalina y el segundo el de la huelga insurreccional en la Oroya, encabezada por Gamaniel Blanco. El primer movimiento pone al descubierto el racismo y clasismo dentro de las fuerzas armadas y el segundo es una huelga minera que, sin embargo, es también considerada una de las primeras luchas ecologistas por la denuncia del daño de las mineras a la laguna de Morococha y también la primera lucha política feminista proletaria, pues se destaca la participación de maestras y profesores en esta protesta que culmina con la masacre de malpaso.  De este modo, el Partido Comunista Peruano fue tempranamente desmantelado por la represión gubernamental de Augusto Leguía y Sánchez Cerro, por la cual murieron varios militantes y dirigentes, siendo considerados como los primeros mártires del Partido. Al estar ilegalizado, en 1936 el PCP no pudo participar en elecciones. En 1939 apoyaron la candidatura de Manuel Prado Ugarteche (1939-1945) a raíz de una directiva de la Komintern que llamaba a la creación de frentes populares antifascistas durante la Segunda Guerra Mundial.
En 1942, el PCP celebró su I Congreso, y en 1946 el II Congreso, en los que se alejó cada vez más de ser un partido revolucionario de masas, teniendo poca influencia en la vida política nacional, en la cual el APRA se convertía en el partido más popular. Aun así, el PCP tuvo gran influencia en sindicatos y universidades del Perú. El movimiento social y el PCP fueron reprimidos durante la dictadura militar de Manuel Odría (1948-1956).

### La ruptura

Bandera del Ejército de Liberación Nacional.

Durante la década de 1960 el PCP se incorporó paulatinamente a la legalidad, mientras que grupos revolucionarios como el Frente de Izquierda Revolucionaria (FIR) se formaban al margen del Partido. Los acontecimientos revolucionarios como la Revolución Cubana, las guerrillas guevaristas, el trotskismo, el maoísmo, etc. motivaron la creación no solo de partidos nuevos, sino también de escisiones dentro del propio PCP - como sucedería en la inmensa mayoría de partidos comunistas del mundo en aquella época - formándose nuevos partidos o grupos revolucionarios de izquierda. Estos grupos emergentes pasarían a ser parte de lo que se conoció como la “Nueva Izquierda”.

#### El Ejército de Liberación Nacional
El carácter burocrático y colaboracionista del PCP decepcionó a muchos de sus militantes, especialmente a los jóvenes estudiantes universitarios, quienes veían en las guerrillas guevaristas la forma de llegar al poder e instaurar el socialismo. En 1962 una facción del PCP se separó y en 1963 fundó, con militantes disidentes de otros partidos, el Ejército de Liberación Nacional (ELN) dirigidos por Héctor Béjar, Juan Pablo Chang y el poeta Javier Heraud. El ELN fue uno de los primeros grupos guerrilleros del Perú.

#### “Pro-soviéticos” y “pro-chinos”

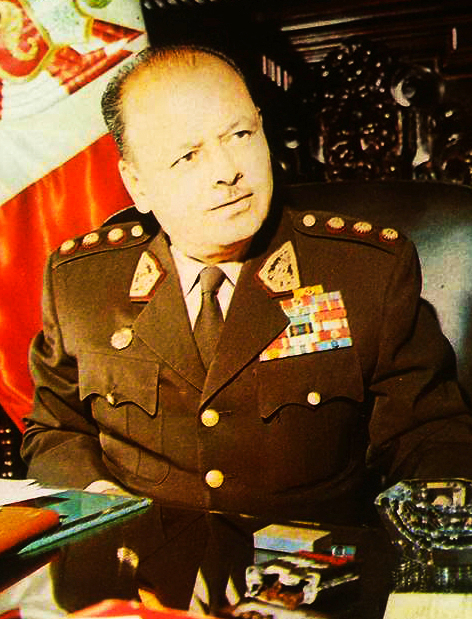
El gobierno del general Juan Velasco Alvarado fue apoyado por el Partido Comunista Peruano.

Pero la escisión más importante aún no se había dado y se generó a causa de los acontecimientos internacionales: en 1963 ocurrió la ruptura entre el Partido Comunista de la Unión Soviética (PCUS) y el Partido Comunista de China (PCCh), que rechazaba la doctrina de Coexistencia Pacífica de los soviéticos y de su política de desestalinización, las mismas que habían sido adoptadas también por el PCP. Sin embargo el partido peruano tenía ya una fuerte influencia maoísta.
Así, en 1964 el PCP se dividió en dos facciones: los “pro-soviéticos”, partidarios de la línea del Partido Comunista de la Unión Soviética y liderados por Jorge del Prado (Secretario General de 1963 a 1991); y los maoístas, liderados por Saturnino Paredes, quienes se separaron del PCP y formaron una nueva organización denominada Partido Comunista Peruano - Bandera Roja, nombre de su publicación oficial. Lo que quedó del PCP (ahora también denominado PCP-Unidad por sus opositores) colaboró con el gobierno de tendencia izquierdista y prosoviética del militar Juan Velasco Alvarado (1968-1975), período que se conocería como el Gobierno Revolucionario de la Fuerza Armada. En 1978 una nueva escisión hizo que se creara el PCP–Mayoría, liderado por Ventura Zegarra, de corte prosoviético para diferenciarse del eurocomunismo que, según señalaban, había adquirido el PCP - algo similar a lo que ocurriría en España entre el PCE y el PCPE.
Gráfico que señala las esciciones del PCP

### El PCP y la Izquierda Unida
El gobierno de Francisco Morales Bermúdez (1975-1980), de tendencia derechista, atrajo el descontento popular y ante las masivas protestas se vio obligado a llamar a una Asamblea Constituyente para 1978 y a elecciones para 1980. Los partidos políticos, incluyendo los marxistas, volvieron a la legalidad. El PCP, que para entonces tenía gran influencia en el movimiento obrero, en especial en la CGTP, participó sin aliados. Obtuvo seis escaños en la Asamblea.
Representantes a la Asamblea Constituyente
- Raúl Acosta Salas
- Eduardo Castillo Sánchez
- Luis Alberto Delgado Béjar
- Jorge del Prado Chávez
- Isidoro Gamarra Ramírez
- Alejandro Olivera Vila

En conjunto, la izquierda había obtenido una importante presencia en la Asamblea. El PCP se unió con el Partido Socialista Revolucionario (PSR) y otros grupos para fundar la Unidad de Izquierdas (UI).
Luego de las elecciones de 1980, la izquierda legal se decidió unir para las elecciones municipales de noviembre y fundó la coalición Izquierda Unida (IU), siendo el PCP uno de los miembros fundadores junto con el PSR, PCR, FOCEP, UNIR, UDP y el PCP-Patria Roja, entre otros, ganando importantes alcaldías en el país, y en las elecciones de 1983 ganaron la alcaldía de Lima con el candidato Alfonso Barrantes. Así, la IU se convertía una de las principales fuerzas políticas del país.
Por otra parte, la escisión maoísta Sendero Luminoso (PCP-SL) inició en la década de 1980 su campaña de lucha armada, considerando al PCP y al resto de la izquierda como "revisionistas", atacando muchas veces a sus principales dirigentes y entrando en abierta confrontación con ellos.

### El PCP en la actualidad
El PCP se debilitó durante la década de 1990, la disolución de la URSS y por ende del PCUS — su principal aliado en el extranjero — así como conflictos en el seno de IU, fueron dos duros golpes que sufría. Mientras la IU se disolvía, quedando casi la totalidad de estos partidos al margen de la escena política peruana, aunque el PCP-Unidad siguió manteniendo su influencia en la CGTP. En 1991 Renán Raffo Muñoz sería elegido secretario general, cargo que ocupa hasta el 2007. En febrero del 2008 es elegido secretario general el Magíster Roberto de la Cruz Huamán. 
Es necesario señalar que a partir de entonces se inicia la debacle interna y político en cual tuvo una importante responsabilidad el hasta ese entonces secretario general Jorge del Prado, al no dejar una herencia política adecuada, ya que en el periodo posterior a su liderazgo, inclusive se propuso cambiar de nombre, renunciar al marxismo-leninismo y cambiar inclusive sus símbolos, propuestos en congresos internos, lo cual no sucedió manteniendo su  membresía y su ideología comunista en la actualidad, habiendo sido elegidos posteriormente como Secretarios Generales del Partido, Flor de María Urriola, (2016) primera mujer elegida para ese cargo y es quien plantea un cambio orgánico importante en objeto de reconquistar el liderazago que el PCP tuvo desde siempre en el movimiento popular, quien además fue congresista aunque no pudo ejercer su función por su muerte temprana, luego fue elegido Luis Villanueva Carbajal, (2018) y en la actualidad es Domingo Cabrera Toro elegido Secretario General  (2024) en la opción de repotenciar y fortalecer al Partido Comunista Peruano de cara al Centenrio de su fundación. (en 2028)
En las elecciones presidenciales de 2006 los comunistas participan dentro de la coalición Frente Amplio de Izquierda (FADI) y al no llegar a la segunda vuelta electoral le dan su apoyo al candidato nacionalista Ollanta Humala. Desde 2013, el PCP forma parte del Frente Amplio por Justicia, Vida y Libertad. Sin embargo, por la salida de Verónika Mendoza de la coalición y la fundación de Nuevo Perú como nuevo movimiento político, el PCP pasó a formar parte de este último en julio de 2017.
El partido participó en las elecciones extraordinarias de 2020 dentro de la coalición Juntos por el Perú, también de Verónika Mendoza. Obtuvo el 4.8% de los votos (los cuales equivalen a 710 462 votos) y no pasó la valla electoral, por lo que no entró al Congreso. El partido continuó en Juntos por el Perú para las elecciones de 2021, con Mendoza como candidata presidencial. Juntos por el Perú recibió el 7.86% de los votos (1 132 577) para la presidencia y quedó en sexto lugar, mientras que para el Congreso, la coalición obtuvo 847 596 votos (6.59%) y recibió 5 escaños.

## Procesos electorales en los que participó

### Elecciones presidenciales
A lo largo de su historia, el Partido Comunista nunca tuvo un candidato presidencial específicamente solo con respaldos, alianzas y miembros de una coalición. En 1932 presentó de candidato presidencial al campesino puneño Eduardo Quispe Quispe. A continuación se presentan a los candidatos del PCP a los procesos electorales:

#### Desde fundación hasta 1980
|  | 66.96 % |

|  | 2.04 % |

|  | 1.0 % |

#### Desde 1980 hasta la actualidad
|  | 2.8 % |

|  | 24.6 % |

|  | 8.23 % |

|  | 0.06 % |

|  | 0.33 % |

|  | 36.51 % |

|  | 53.1 % |

|  | 0.27 % |

|  | 31.72 % |

|  | 51.45 % |

|  | 18.74 % |

|  | 7.86 % |

### Elecciones parlamentarias

#### Congreso bicameral
|  | 3.6 % |

|  | 26.5 % |

|  | 24.4 % |

|  | 50.1 % |

|  | 16.9 % |

|  | 25.0 % |

#### Congreso unicameral
|  | 1.8 % |

|  | 2.5 % |

|  | 26.3 % |

|  | 1.2 % |

|  | 25.2 % |

|  | 13.9 % |

|  | 4.80 % |

|  | 6.5 % |

### Elecciones al Parlamento Andino
|  | 0.95 % |

|  | 27.02 % |

|  | 15.46 % |

|  | 6.98 % |

## Secretarios generales
| N.º | Secretario                    | Mandato | Mandato     |
| N.º | Secretario                    | Inicio  | Fin         |
| --- | ----------------------------- | ------- | ----------- |
| 1   | José Carlos Mariátegui        | 1930    | 1930        |
| 2   | Eudocio Ravines               | 1930    | 1937        |
| 3   | Julio Portocarrero            | 1937    | 1940        |
| 4   | Hugo Pesce                    | 1940    | 1946        |
| 5   | Jorge del Prado Chávez        | 1946    | 1948        |
| 6   | Jorge Acosta Salas            | 1948    | 1962        |
| 7   | Raúl Acosta Salas             | 1962    | 1963        |
| 8   | Jorge del Prado Chávez        | 1963    | 1991        |
| 9   | Renan Raffo Muñoz             | 1991    | 2008        |
| 10  | Roberto de la Cruz Huamán     | 2008    | 2017        |
| 11  | Flor de María Gonzales Uriola | 2017    | 2018        |
| 12  | Luis Villanueva Carbajal      | 2018    | 2024        |
| 13  | Domingo Cabrera Toro          | 2024    | en el cargo |